# شش زیرزمینی
شش زیرزمینی (به انگلیسی: Six Underground)، یک فیلم آمریکایی در ژانر اکشن کمدی به تهیه‌کنندگی و کارگردانی مایکل بی است که در سال ۲۰۱۹ منتشر شد. رایان رینولدز، ملانی لوران، آدریا آرجونا، بن هاردی، کوری هاکینز، پیمان معادی و دیو فرانکو بازیگران فیلم هستند.
شش زیرزمینی از محصولات اصلی نت‌فلیکس است و توسط همین شرکت به صورت اینترنتی در تاریخ ۱۳ دسامبر ۲۰۱۹ منتشر شد و داستان نابودی رهبر تورگستان است. فیلم با واکنش منفی منتقدان همراه بود و در زمینه فیلم‌نامه، شخصیت‌پردازی و زمان طولانی مورد انتقاد قرار گرفت، هرچند سکانس‌های اکشن فیلم تحسین شد.

## داستان
داستان فیلم دربارهٔ یک گروه شبه‌نظامی زیرزمینی شش نفره است که به «روح» شهرت دارند و مأموریت پیدا می‌کنند تا حاکم دیکتاتور کشور خیالی تورگستان را از بین ببرند.